# Ranoidea maini
Ranoidea maini es una especie de anfibio anuro del género Ranoidea, familia Pelodryadidae originaria de Australia. Vive en Territorio del Norte, Australia del Sur, y Australia Occidental.
La rana adulta macho mide 3.5 a 4.5 cm de largo y la hembra 5.7 a 6.9 cm de largo.  Su piel puede ser marrón, gris o ambos con marcas oscuras o verdes.  La hembra pase lo más de su tiempo alta en las árboles y el macho cerca de los arroyos.
Esta rana puede vivir en llanuras de inundación, pastizales y humedales temporales. Pone huevos cuando que hay suficiente agua y los renacuajos se convierten en ranas rápidamente.
Esta rana mide 5.0 cm de largo y tiene cuerpo redondo.  La piel de su espalda es gris o marrón con marcas más oscuras. Algunas ranas pueden cambiar el color de su piel, haciéndola mucho más clara en unas pocas horas. Sus patas delanteras no están palmeadas y sus patas traseras están palmeadas hasta la mitad.